# Устинов, Леонид Иванович
Леонид Иванович Устинов (в монашестве Леонтий; 16 (28) июня 1884, Суздаль, Владимирская губерния — 18 октября 1967, Ковров, Владимирская область) — лишённый сана и монашества епископ Русской православной церкви, бывший епископ Печерский, викарий Нижегородской епархии.

## Биография
Родился 16 июня 1884 года в Суздале Владимирской губернии в семье, принадлежавшей к мещанскому сословию.
Первоначальное образование получил в приходской школе. Затем поступил в Суздальское городское трёхклассное училище, курс которого окончил в 1899 году. В 1902 году окончил училище кондукторов путей сообщения в городе Вышнем Волочке и поступил на службу в качестве техника в Казанский округ путей сообщения.
В 1910 году окончил историко-филологический факультет Казанского университета, после чего в том же году поступил в Казанскую духовную академию. 24 декабря 1910 года пострижен в монашество с именем Леонтий, а 26 декабря рукоположён во иеродиакона. На четвёртом курсе академии рукоположён во иеромонаха. В июне 1914 года окончил Казанскую духовную академию со степенью кандидата богословия за сочинение «Преподобный Феодор Студит как идеолог киновийного иночества (по его творениям)» с правом «быть преподавателем и занимать административные должности по духовно-учебному ведомству, но при соискании степени магистра богословия держать новые устные или письменные испытания по некоторым предметам».
12 августа назначен преподавателем Пастырско-миссионерской семинарии при Григорие-Бизюковом монастыре по патрологии, литургике и церковной географии.
19 апреля 1922 года он получил от патриарха Тихона назначение в Пензенскую епархию викарным епископом. 24 апреля 1922 года был хиротонисан во епископа Краснослободского, викария Пензенской епархии.
16 мая епископ Борис был арестован по делу об изъятии церковных ценностей, и преосвященный Леонтий естественным образом стал временно управляющим Пензенской епархией. В Пензу он прибыл на следующий день после ареста епископа Бориса, 17 мая, что стало для многих неожиданностью. С вокзала он сразу проехал в Покровскую церковь, где совершил молебен, а через несколько дней был арестован якобы для проверки документов, но вскоре отпущен.
Бывший иеродиакон и глава пензенской «Народной церкви» Иоанникий (Смирнов), единолично поставленный лишённым сана Владимиром (Путятой) во епископа Инсарского, решил предложить епископу Леонтию «работать в контакте с временным епархиальным управлением», однако епископ Леонтий отказался и стал пытаться единолично управлять епархией, насколько этому позволяли противодействия обновленцев. 24 июня представители «Живой церкви», в которую влилась «Народная церковь», заявились в Покровскую церковь и пригрозили епископу Леонтию опечатать церковь, а его самого арестовать.
15 июля 1922 год у епископа Леонтия во время обыска было обнаружено послание митрополита Агафангела (Преображенского), в котором тот 18 июня 1922 года объявил о своём вступлении в управление Церковью. 16 июля Леонтий также был арестован по обвинению в антисоветской деятельности, последующие месяцы провел в пензенской тюрьме. До 2 сентября находился в тюрьме при комендатуре ВЧК, затем переведён в пензенскую тюрьму. 21 ноября письменно обратился к начальнику тюрьмы с просьбой смягчить приговор. 25 ноября того же года комиссией НКВД по административным высылкам приговорён к высылке в Нарымский край сроком на 3 года. 12 декабря отправлен по этапу в Енисейский край и больше в Пензу не вернулся.
Находясь в Самарском исправдоме, 30 декабря послал ходатайство о помиловании на имя председателя ВЦИК М. И. Калинина. В ожидании ответа у него вследствие плохого питания обострился туберкулёз лёгких. В апреле 1923 года он вновь просит об амнистии или же об изменении ему места высылки на Самарскую губернию, где он из-за своей болезни пребывал ещё и в декабре 1923 года, находясь в самарской больнице на излечении.
По некоторым данным в 1923 году уклонялся в обновленчество.
28 марта 1924 года комиссия НКВД постановила: во изменение прежнего постановления разрешить Устинову свободное проживание на территории СССР, за исключением Пензенской губернии.
24 июля 1924 года в ЗАГСе при Владимирской уездной городской милиции зарегистрировал брак с гражданкой Надеждой Джус, школьной работницей, о чём ни лично, ни письменно не уведомил Патриархию. От этого брака имел ребёнка.
Переехал в Нижний Новгород, где в 1924 году стал викарием Нижегородской епархии с титулом Печерского по названию Нижегородского Печерского монастыря.
5 января 1925 года вместе с митрополитом Сергием (Страгородским) участвовал во встрече священников в Нижнем Новгороде, которые пытались сообща искать пути противодействия атеистической пропаганде. Такие встречи были проведены также 15 января, 5 февраля и 26 февраля, когда все участники лекций были арестованы сотрудниками ОГПУ и заключены в нижегородскую тюрьму.
В январе 1925 года был арестован в Нижнем Новгороде по обвинению в отравлении своей жены. Был приговорён гражданским судом к десяти годам заключения.
В конце 1925 года был запрещён в священнослужении резолюцией патриаршего местоблюстителя митрополита Петра (Полянского) впредь до решения его дела гражданским судом, поскольку церковный суд должен производиться в присутствии обвиняемого.
19 октября 1933 года был лишён священного сана, монашества и исключён из клира постановлением Заместителя Патриаршего Местоблюстителя митрополита Сергия (Страгородского) и Временного Патриаршего Священного Синода при нём.
С начала 1960-х годов, будучи уже серьёзно больным, проживал в доме дочери своего брата, Елены Александровны Ворониной, в Коврове Владимирской области, где и скончался 18 октября 1967 года от кардиосклероза. Похоронен в Коврове.